# Call of Duty: Warzone
Call of Duty: Warzone è stato un videogioco sparatutto in prima persona Battle Royale free-to-play sviluppato da Infinity Ward, Treyarch e Raven Software. Pubblicato il 10 marzo 2020 dalla Activision sulle piattaforme PlayStation 4, Xbox One e Microsoft Windows come DLC stand-alone gratuito di Call of Duty: Modern Warfare. Era disponibile anche su PlayStation 5 e Xbox Series X/S in versione next-gen, come DLC stand-alone gratuito di Call of Duty: Modern Warfare.

## Espansioni
I contenuti ottenuti, riscattati e utilizzati su Warzone tramite le stagioni passate con il capitolo Modern Warfare sono stati passati anche nell'espansione con Black Ops Cold War, lo stesso anche con Vanguard. 
Le date sono suddivise in base alla durata delle stagioni.
- Call of Duty: Modern Warfare (10 marzo 2020 - 8 dicembre 2020)
- Call of Duty: Black Ops Cold War (16 dicembre 2020 - 2 dicembre 2021)
- Call of Duty: Vanguard (9 dicembre 2021 - 16 novembre 2022)

## Modalità di gioco
Warzone offriva due modalità di gioco principali: Battaglia reale - alla seconda apparizione nel franchise - e Malloppo.
La prima modalità è simile ad altri titoli del genere con alcune particolarità: presenza fino a 150 giocatori in partita, 152 in quartetti. A differenza di altri Battle Royale, come Fortnite e Apex Legends dove i giocatori dopo la morte possono essere rianimati attraverso delle stazioni di acquisto, in Warzone i giocatori uccisi vengono portati nel gulag dove prenderanno parte ad un combattimento uno contro uno con un altro giocatore al pari sconfitto in precedenza. Entrambi sono dotati dello stesso equipaggiamento con l'obiettivo, in caso di vittoria, di essere riportati in gioco. Si può comunque procedere alla rianimazione tramite le stazioni di acquisto presenti nella mappa, oppure attivando un contratto Ricercato.
Nella seconda modalità, Plunder, ossia "Malloppo", i team dovevano cercare pile di denaro sparse sulla mappa per accumulare 1 milione di dollari.
Inoltre Warzone presentava diverse modalità a tempo limitato che vengono aggiornate settimanalmente, come ad esempio le modalità Zuffa a squadre, nella quale due squadre si sfidano per arrivare a totalizzare 400 punti o B.R. corazzato, in cui i giocatori avevano a disposizione un camion armato e rinforzabile come punto di rinascita finché non è distrutto.

### Ritorno
Era una modalità in cui è possibile respawnare fino a quando almeno un membro del team è ancora vivo. In caso di eliminazione da parte di un membro, o più, di un team avversario si attiverà un conto alla rovescia con visuale attiva come spettatore di un membro del team di cui fa parte il giocatore. In base alle azioni dei compagni di team come l'eliminazione di altri giocatori o interazioni con l'ambiente esterno, come l'apertura di casse di rifornimento, il conto alla rovescia si accorcerà fino al rientro nel campo di battaglia.
Questo ritmo di gioco è permanente nella mappa di Rebirth Island in modalità coppie, trio e quartetti. 
Ritorno è stato disponibile anche nella precedente mappa di Verdansk ed era disponibile anche nella mappa Caldera. 

## Warzone Caldera, il sequel e la chiusura
Dal 28 novembre 2022, in seguito all'uscita del secondo capitolo, Warzone diventa Warzone Caldera e rimane giocabile solo la modalità Battaglia reale nella mappa Caldera; lo Store, il Battle Pass e le altre modalità non sono più disponibili, tuttavia l'inventario dei giocatori rimane invariato e la valuta COD Points viene trasferita nel secondo capitolo non appena il giocatore accede a Warzone 2.0.
Il 21 settembre 2023, Activision spegne i server di Warzone a distanza di più di 3 anni dalla sua pubblicazione, ed è stato completamente rimosso da Call of Duty: Modern Warfare.